# Лисица, Виталий Алексеевич
Виталий Алексеевич Лисица (укр. Віталій Олексійович Лисиця; 1 января 1975, Кидановка — 10 мая 2024, Часов Яр) — украинский военнослужащий, капитан, участник российско-украинской войны. Герой Украины (2024, посмертно).

## Биография
Родился 1 января 1975 года в селе Кидановка Богуславского района Киевской области. После окончания средней школы получил диплом агронома в техникуме, а затем окончил Национальный аграрный университет, получив квалификацию инженера-механика.
С 2005 года проживал в городе Фастов. Работал в компании ТОВ «Меркс interio». В 2005 году у него родилась дочь Дарья.
С началом полномасштабного вторжения России в Украину в марте 2022 года добровольно вступил в ряды Вооружённых сил Украины.
Погиб 10 мая 2024 года в районе города Часов Яр Донецкой области, выполняя боевое задание.
Похоронен в Фастове.

## Награды
- Звание «Герой Украины» с удостоением ордена «Золотая Звезда» (23 августа 2024, посмертно) — за личное мужество и героизм, проявленные в защите государственного суверенитета и территориальной целостности Украины, верность военной присяге[2].